# 大竹しのぶのスピーカーズコーナー
『大竹しのぶのスピーカーズコーナー』（おおたけしのぶのスピーカーズコーナー）は、NHKラジオ第1とNHKワールド・ラジオ日本で2020年2月11日から9月21日までは随時特別番組として、同年11月21日からは週1回のレギュラー番組として放送されているラジオ番組。

## 概要
レギュラー化する2020年以前から特番として不定期で放送されていた。2020年11月21日より、NHKプロ野球がオフシーズンに当たるため、毎週土曜日14時05分から100分間の生放送となった。その後2021年の3月31日から現在と同じ水曜日21時台の放送となった。

## 放送時間の変遷
/
|                           | 曜日                   | 放送時間               | 備考                                                                             |
| ------------------------- | ---------------------- | ---------------------- | -------------------------------------------------------------------------------- |
| 〜2020年11月              | 随時（放送時間は別記） | 随時（放送時間は別記） | 随時（放送時間は別記）                                                           |
| 2020年11月21日〜2021年3月 | 土曜日                 | 14:05〜15:55           | NHKプロ野球のオフシーズン対応用編成                                              |
| 2021年3月31日〜現在       | 水曜日                 | 21:05〜21:55           | 通年のレギュラー編成 ※大型連休・お盆休み・年末年始（大晦日など例外回あり）は休止 |

特番時代の放送日
| 特番時代の放送日 | 放送時間      | 備考                                                                                               |
| ---------------- | ------------- | -------------------------------------------------------------------------------------------------- |
| 2020年2月11日    | 22:05 - 22:55 | |
| 2020年4月29日    | 12:15 - 13:55 | 祝日特集                                                                                           |
| 2020年6月13日    | 14:05 - 15:55 | NHKプロ野球が新型コロナウィルスの影響で開幕延期となっているための穴埋め番組                        |
| 2020年8月11日    | 20:05 - 21:55 | お盆休み特集、終戦記念日に寄せて「平和について考えよう」をテーマに生放送                           |
| 2020年9月21日    | 12:15 - 13:55 | 祝日特集 ゲストコーナー:三谷幸喜 2020年11月15日15:05 - 15:55「らじるセレクト」としてアンコール放送 |

特別回・ゲストコーナー
| 放送日               | 内容・ゲスト                                                           | 備考 |
| -------------------- | ---------------------------------------------------------------------- | --- |
| 2020年8月11日        | テーマ：平和について考えよう                                           | 特別番組として放送（放送時間前述）                                                                            |
| 2020年9月21日        | ゲストコーナー：三谷幸喜                                               | 特別番組として放送（放送時間前述）                                                                            |
| 2020年12月5日        | ゲストコーナー：宮本浩次（エレファントカシマシ）                       | レギュラー化後最初のゲスト                                                                                    |
| 2020年12月19日       | ゲストコーナー：キムラ緑子                                             | |
| 2021年11月24日       | ミュージックタイムマシン傑作選                                         | NHKプロ野球・日本シリーズ「ヤクルト対オリックス」の延長対応用に制作 2023年7月26日にアンコール放送             |
| 2022年2月2日         | ミュージックタイムマシン傑作選                                         | |
| 2022年2月11日        |                                                                        | 18:05 - 18:50まで祝日特集として生放送                                                                         |
| 2022年8月3日・10日   | NHK広島放送局発公開収録（2022年7月7日開催）                            | 番組初の公開収録、かつお盆休み特集として前後編で編成                                                          |
| 2022年10月5日        | ゲストコーナー：高橋克実                                               | |
| 2022年12月31日       | 大晦日スペシャル ゲストコーナー前半：野口五郎、岩崎宏美 同後半：松本潤 | 16:05 - 18:50まで年末特集として3部構成145分スペシャル NHK紅白歌合戦と大河ドラマ「どうする家康」とのコラボ企画 |
| 2023年3月15日        | ゲストコーナー：生田絵梨花                                             | |
| 2023年7月5日         | ゲストコーナー：キムラ緑子                                             | キムラは2回目のゲスト出演                                                                                     |
| 2023年12月6日        | ゲストコーナー：斉藤和義                                               | |
| 2023年12月13日・20日 | NHK札幌放送局発公開収録（2023年12月9日開催）                           | 番組2回目の公開収録、かつ前後編で編成                                                                         |
| 2023年12月31日       | 大晦日スペシャル ゲストコーナー:清水ミチコ、吉永真奈                   | 16:05 - 18:50まで年末特集として3部構成145分スペシャル                                                         |

これとは別に、2024年1月17日（通常は生放送だが、この日はNHK札幌からの公開収録だった）の20:05頃-20:55に放送された『タカアンドトシのお時間いただきます』に大竹がサプライズゲストとして出演し、コラボレーションがあった。

## 出演者
- 大竹しのぶ